# 康有為

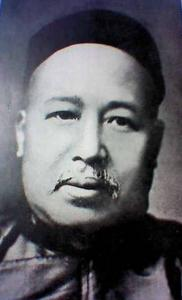
康有為

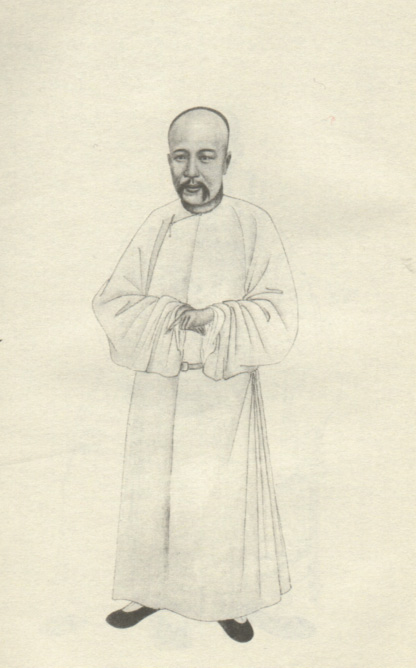
康有為の肖像画（『清代学者象伝』）

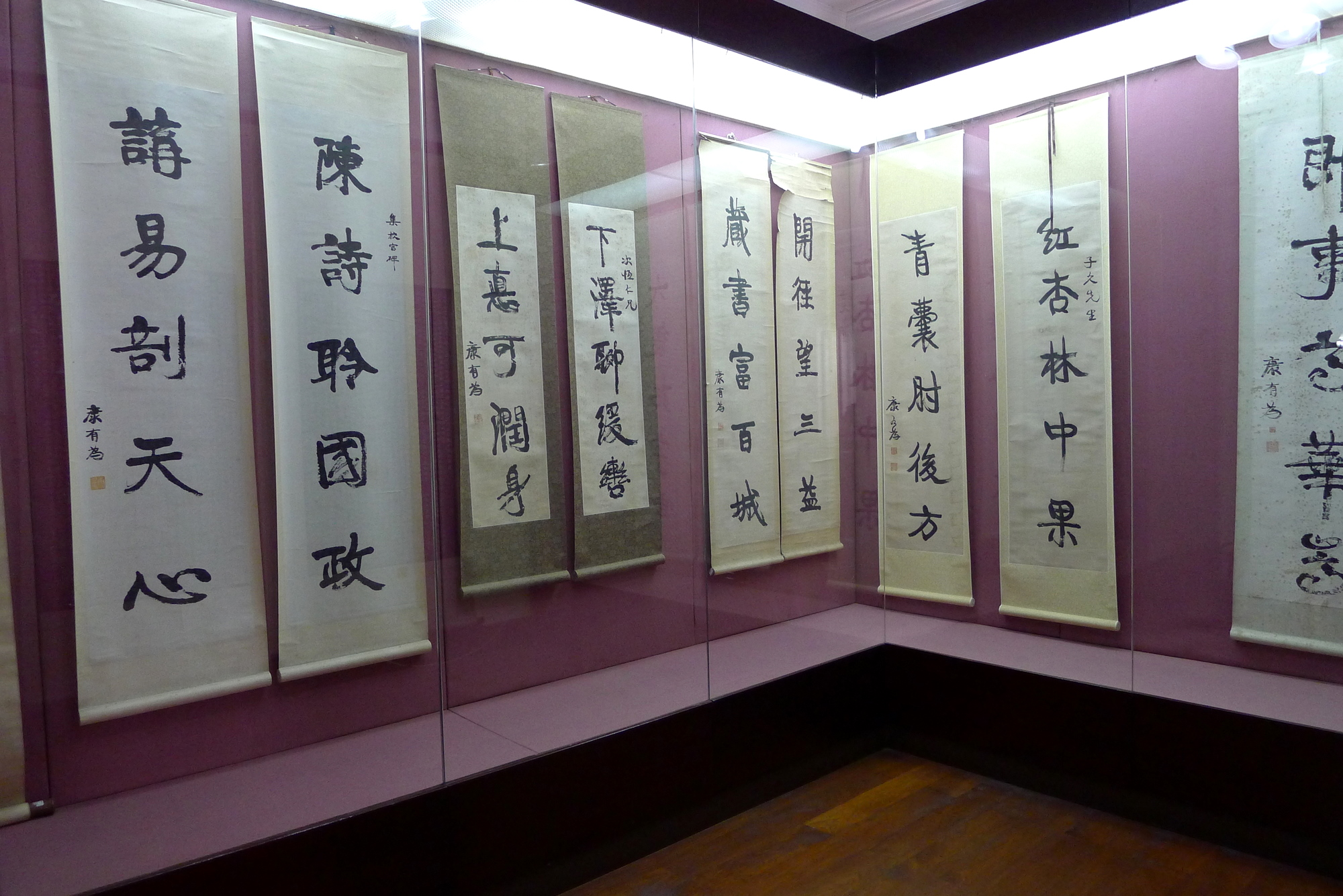
康有為の書

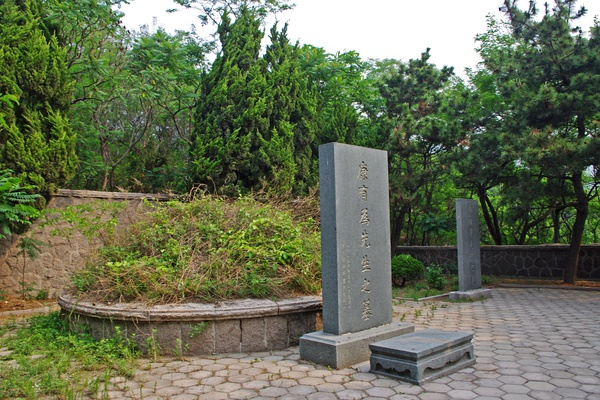
康有為の墓（青島市）

康 有為（こう ゆうい、1858年3月19日 - 1927年3月31日）は、清末民初にかけての思想家・政治家・書家。字は広厦、号は長素、のちに更生（更甡）と称した。出身地から康南海とも呼ばれる。

## 生涯
1858年、現在の仏山市南海区において出生。幼少の頃から学問に優れた才を発揮し、広東の名儒朱次琦につき漢宋兼採の儒学を学ぶも飽きたらず、陽明学や仏教をも独学で修めた。ついで科挙受験の帰途香港や上海に出て欧米の文明・思想に触れてからは西欧諸学の訳書をも渉猟し、その学識を広めた。1890年、郷里にほど近い広州に私塾万木草堂を開いて自分の教えを子弟に授け始め、彼らが後の戊戌変法の担い手となった。
1895年、康有為が科挙に合格した時はまさしく下関条約が締結された時期にあたり、科挙受験者をまとめ上げて日本への徹底抗戦を上奏し一躍時の人となった（公車上書）。明治日本に敗れたことは、康有為に政治改革の緊急性を認識させ、同時に短期間で改革を成し遂げた明治日本へのより一層の興味関心をかきたてることになる。そして明治日本やロシアをはじめとする西欧各国の現状についての理解が深まるにつれ、それまでの改革、すなわち李鴻章や曽国藩らの主導のもとで行われていた洋務運動を形式的だと非難して、徹底した内政改革による洋務運動、つまり変法による改革を主張するようになった。その後、時の皇帝・光緒帝に立憲君主制樹立を最終目標とする変法を行うよう上奏を幾度となく行い、1898年6月、ついに光緒帝から改革の主導権を与えられることとなった（戊戌の変法）。ところが康有為の改革は当時、清王朝の実権を掌握していた西太后ら保守派の反感を買うこととなり、改革は9月、わずか100日あまりで西太后のクーデターにあって失敗に終わった（戊戌の政変）。そしてこの時康有為の実弟を含む同志の幾人かは逮捕処刑されてしまった（戊戌六君子）。しかし康有為自身は一旦上海のイギリス領事館に保護され、その後大陸浪人の宮崎滔天や宇佐穏来彦らの手引きで香港を経由して日本に亡命している。
1898年10月9日、外相大隈重信は、康を保護するよう香港領事上野景範に訓令し、10月25日、康は神戸に着いた。
その日本で同じく亡命してきた愛弟子梁啓超と邂逅を果たすのである。ちなみに康有為はこれ以後日本に都合三度ほど滞在し、犬養毅や大隈重信、佐々友房、品川弥二郎、近衛篤麿、伊藤博文といった明治の著名人と親交を結んでいる。また須磨在住の際に知り合った日本人の女性を妻として迎えてもいる。日本とは因縁浅からぬ人物であったといえよう。
1899年3月11日、駐清公使矢野文雄は、康その他の欧米への転居、「清議報」発行停止等について、清国政府の希望を外相青木周蔵に報告した。3月22日、康はバンクーバーにむけ横浜を出発した。
その後、アメリカやインドを含む世界各地を清朝からの刺客を避けつつ周遊し、また保皇会を立ち上げて中国に立憲君主制を樹立すべく活動を行った。亡命中は各地の支持者からの援助や自らの書を売ることで生計をたてていたようである。
1899年10月24日、日本政府は米国から香港にむかう途中横浜に来着の康の上陸を拒絶した。
1911年に辛亥革命が起こると、ようやく帰国が可能となり、それ以後は拠点を中国国内に移した。ただ革命成立後において皇帝を戴いた立憲君主制という理想は古びたイメージを免れず、急速に支持を失っていった。康有為が歴史の表舞台に最後に登場したのは、1917年に起きた張勲による宣統帝溥儀の復辟事件の時である。この時康有為は復辟のイデオローグとして登場した。しかしこの復辟事件はごく短期間で鎮圧され、以後康有為は完全に表舞台から姿を消すことになる。
1927年、70歳で青島にて死去。

## 思想と主要著作
康有為思想の特徴はおおざっぱに整理すると二つある。それは儒教ではマイノリティにあたる今文公羊学に基礎を置いていたこと、そして西欧思想の影響がごく初期の著作からもうかがえる点である。この両者が化学反応を起こしながら、康有為の思想を作っていった。
まず前者についてであるが、はじめは師朱次琦から漢学・宋学を並び学んでいたが、1890年始めに王闓運の弟子廖平の著書『今古学攷』や『知聖篇』に接して以来、康有為は今文公羊学の立場をとるようなる。儒教のテクストにはそもそも孔子の旧宅の壁中より発見された古文（秦以前の文字を使用）と漢代隷書を用いた今文のものと二種類あるが、康有為は古文を前漢末の学者劉歆の偽作であるとして退け、今文こそ孔子の真意を伝えたものだとして称揚した。そして劉歆偽作説を唱えた『新学偽経考』（1891年）、孔子の真意を「微言大義」によって正しく伝えたのは『春秋公羊伝』であるとした『春秋董氏学』（1897年）、孔子は行うべき政治改革を古に託して著述したとする『孔子改制考』（1898年）を順次著していった。これらの著書により、周公旦の政治制度を正しく伝える「述者」としての伝統的孔子像を払拭し、政治改革を行う「作者」（制度をつくる者）という全く新しいイメージを康有為は孔子に与えた。新しい孔子イメージを前面に押し出すことで、「旧法に泥（なず）む」人々を「異端」とし、自らを正統化する根拠としたのである。
次に西欧思想を積極的に摂取した側面であるが、康有為初期の著作『実理公法全書』には「人類平等は幾何公理なり」といった語句が見え、彼が西欧の思想に対して、早くから寛容であったことがうかがえる。康有為は当時プロテスタント宣教師らが発行する雑誌や著作を買い漁り、儒教経典にはない新知識・新思考を獲得していった。そうして得た知識は経学と照らし合わされ、一致点を見いだすことにより、経学から正当性を付与された。これは一見すると経学が西欧思想に優先する地位を与えられているようであるが、経学が西欧思想正当化の単なる装置として機能しているに過ぎないとも見えるために、康有為の学問については厳しい批判が寄せられた。しかし批判によってその姿勢を改めることはなく、日清戦争以後は、より簡単に知識をえる手段として明治日本の著作・翻訳にも目配りし、それを政治改革に積極的に取り入れていく。その結果編まれたのが『日本変政考』や『日本書目志』である。前者は明治維新の経過を追いながら、時折康有為自身の考察内容を差し挟んだもので立憲君主制こそ今こそ清朝が行うべき改革であると示唆した書であり、後者は『変政考』を編む際に収集した日本の書物について書名・著者・定価を詳しく並べたものである。これら二書は、各国の政治改革状況を知りたいと考えていた光緒帝に献呈され、帝の改革への意志を固めさせる役割を果たすこととなった。
上記の二つの思想的特徴からわかるのは、康有為という人物が常に儒教テクストという枠の中で思考しようとする『礼教』的近世中国知識人の側面と、儒教的価値観から踏み出そうとした近代の知識人の側面をどちらともを備えていた点である。彼は欧米の知識・思想に大いに魅了されながらも、それを咀嚼するためには孔子や『公羊伝』のイメージを書き換えた上でなければならなかったし（『新学偽経考』や孔子教など）、「平等」や「民権」ということばは、儒教テクストに強引に根拠を探してからでなければ使用できなかった（『孔子改制考』など）。しかしこれは一見迂遠なようであるけれども、異文化を受容する上で避けては通れない道であった。康有為自身は生涯満足に外国語を身につけられなかったが、西欧知識を儒教テクストに付会し紹介したという点で文化翻訳者といえる位置にいたといえる。

## 大同三世説と『大同書』
上記の思想的特徴が化学反応して形成されたのが、康有為の代表的な思想、大同三世説である。大同三世説とは端的に言えば、歴史が「拠乱世」（野蛮な世の中）から順次発展して「升平世」へ、そして最後に「太平世」という理想社会に至ると説く歴史発展理論である。これは『礼記』礼運篇の小康・大同という理想社会観に、董仲舒や清代の今文公羊学者たちの唱える三世説を組み合わせ、さらに西欧の社会進化論やユートピア思想をも取り込み成立した思想である。
この思想は、まず発展史観をとっていることが特徴となっている。それまでの中国の伝統的歴史観は三代を理想としこの時代に立ち返ることを求める尚古史観か、あるいは治と乱が交互に循環するとした循環史観であった。時代を経るにつれ理想社会に近づくとする康有為の考えは全く新しいスタイルの歴史観であった。次に理想とされる社会「大同」は以下のような特徴を持つ。まず全人類が男女・民族・人種に関係なく自由平等となる。政治的には世界が統一された上、共和政体をとり、民主的選挙で選ばれた議員の合議制で運営される。経済的には全く不自由のない生活を営め、そして自動運転の車や船が活躍する。またあらゆる境界概念が消滅する。すなわち家族や国境という個々人を束縛するものは消滅し、婚姻もなくなる。このようにプリミティブな共産思想に未来技術を加味したような社会が「大同」とされた。
ただ、康有為の思想には社会進化論も強い影響もみられ、人種差別思想もみられる。たとえば黒人を劣等種と断定し、いずれ死滅するだろうとも述べていた。したがって康有為のいう理想の大同世界が、万人にとって理想であったとはいえない。
康有為は自身の生きる清末は未だ「拠乱世」であって、次の「升平世」へと進化するためには立憲君主制を取る必要があると認識していた。共和政体を取るフランスやアメリカはすでに「升平世」の中頃まで進んだ社会と考えていたようだ。康有為の立憲君主制への執念は、こうした発展史観に裏打ちされたものであった。しかしそれが強固であればあるほどフレキシビリティを欠き、辛亥革命が成就し皇帝という存在がなくなっても立憲君主制という理想を捨てきることができなかったのである。
さてこの大同三世説を詳述した書物こそ『大同書』である。しかし康有為の代表作とされながらも、それが生前に完全な形で刊行されることはなかった。このことが大同三世説を康有為がいつ着想を得たのか、という問題を惹起した。『大同書』はそのあまりに時代離れした内容から、康有為自身が公開をためらい刊行しようとしなかった。生前にはその一部が 1913年に冒頭の二章が『不忍雑誌』に掲載されたのみで、ようやく全体が刊行されたのは、死後の 1935年になってからである。『我史』（『康有為自編年譜』）には、1884年に「『大同書』を著した」とあるが、『大同書』の記述内容や使用されている語彙から考えて、これはあり得ない。通説では1901年から翌年の間までにほぼ形が固まり、その後も小さい訂正・追加がなされたとなっている。

## 碑学の啓蒙
康有為は32歳の時、包世臣の『芸舟双楫』に倣って『広芸舟双楫』（光緒19年）を著した。これは碑学派の立場から述べられた中国書道史論である。その中では帖学を否定し、碑学の啓蒙に努めている。王羲之の真跡を学ぶにあたって、人の手によって復刻を重ねてきたた法帖は既に真跡から遠くなり学ぶに値しないと斥け、王羲之と同時代の六朝期の碑文こそが最も真跡に近いとしてこれを学ぶことを推奨している。その上で漢代から六朝期の代表的な碑文を取り上げて詳細な説明を加えている。揚州八怪のうちの金農と鄭燮を碑学派の先駆とし伊秉綬と鄧石如がその開祖であると主張して、さらに鄧石如の篆書と楷書を最も高く評価している。

## 著作日本語訳
- 『六朝書道論』中村不折・井土霊山訳、二松堂書店、1914年
- 『広芸舟双楫』高畑常信訳、木耳社、1982年
- 『中国古典文学大系 58 清末民国初政治評論集』西順蔵・島田虔次 編、平凡社、1971年
- 『原典中国近代思想史 第2冊 洋務運動と変法運動』西順蔵 編、岩波書店、1977年
- 『新編 原典中国近代思想史 第2巻 万国公法の時代 洋務・変法運動』村田雄二郎 責任編集、岩波書店、2010年